# Cawthorpe
Cawthorpe – osada w Anglii, w hrabstwie Lincolnshire. Leży 51 km na południe od Lincoln i 143 km na północ od Londynu.